# Angélica Aguilar
Angélica Aguilar Flores (13 agosto 1990) è una schermitrice messicana, specializzata nella sciabola.

## Palmarès
In carriera ha conseguito i seguenti risultati:
- Giochi panamericani:

Guadalajara 2011: argento nella sciabola a squadre.